# Аллингтон, Эдвард
Эдвард Аллингтон (англ. Edward Allington; 24 июня 1951 года, Troutbeck Bridge, Камбрия — 21 сентября 2017 года) — британский художник. Заявил о себе в начале 1980-х годов, когда его работы были включены в значимые выставки «Объекты и скульптура» в Институте современного искусства (1981) и The Sculpture Show в Hayward Gallery (1983). Стал известен как участник движения «Новая британская скульптура» (англ. New British Sculpture), которое включало таких художников, как Тони Крэгг, Ричард Дикон, Энтони Гормли, Грэнвилл Дэви, Аниш Капур, Дэвид Мач, Джулиан Оупи, Ричард Вентворс, Элисон Вайлдинг, Билл Вудроу.

## Творчество
После посещения Греции в 1970 году Аллингтон заинтересовался философией Платона, которая повлияла на многие его работы. Соединение концепции, что мир является отражением более высокого идеала, со стратегиями и идеями концептуального искусства и энвайронмента придавало юмористическое и почти сатирическое качество его искусству. Примером контраста между идеальными символами и реальными скульптурными формами является Ideal Standard Forms (1980), инсталляция, включающая скульптурное воплощение идеальных форм. The Fruit of Oblivion (1982) представляет собой реалистичную, ярко окрашенную скульптуру, изображающую фрукты, падающие из рога изобилия. В конце 1980-х годов Аллингтон развил дальше свои интерес к классическим мотивам, выставляя большие инсталляции с архитектурными мотивами. Unsupported Support (1987) состоит из сегмента коринфской капители без архитектурной роли. Похожие образы встречаются в графике художника, многие работы созданы на основе коллажей из старых бухгалтерских книг. Эдвард Аллингтон умер 21 сентября 2017 года в возрасте 66 лет.

## Образование
- Колледж искусств Ланкастера (1968-71)
- Центральная школа искусства и дизайна, Лондон (1971-74)
- Королевский колледж искусств (1983-84)